# Thanon Vibhavadi Rangsit

„Highway 31“

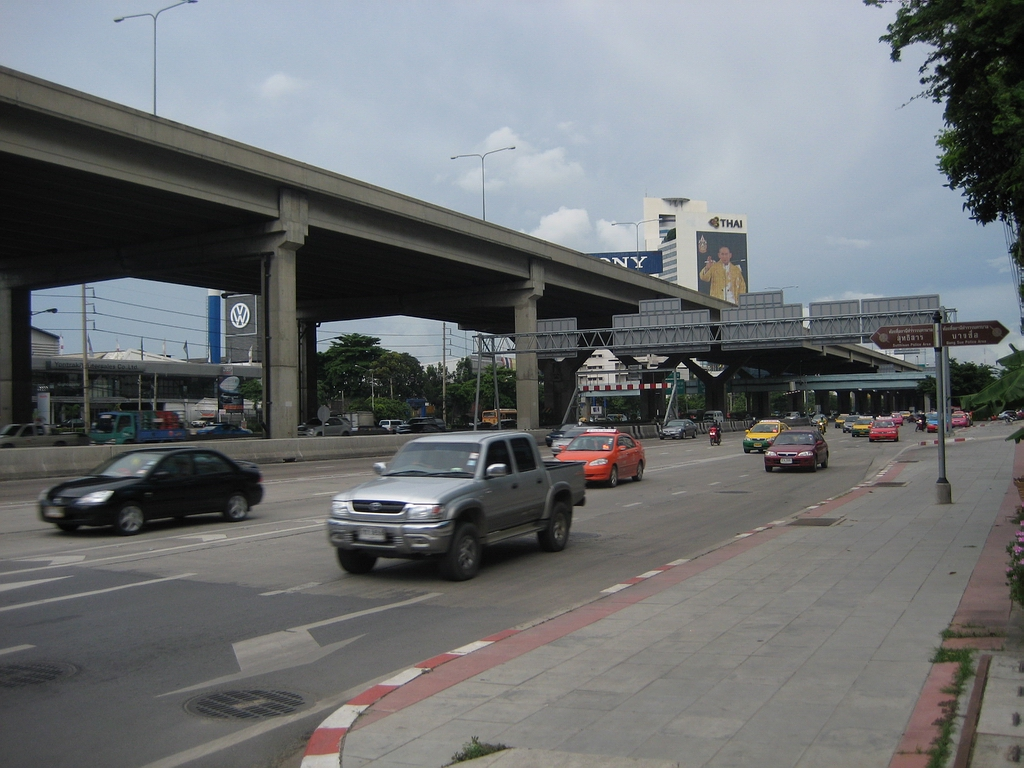
Thanon Vibhavadi Rangsit in Bangkok

Thanon Vibhavadi Rangsit (Thai: ถนนวิภาวดีรังสิต, im englischen Sprachgebrauch: Vibhavadi Rangsit Road) auch Thailand Route 31, oft kurz: Vibhavadi Road (ถนนวิภาวดี), ist eine Schnellstraße in Thailand. Die Hauptstraße ist eine wichtige Nord-Süd-Verbindung, sie verbindet den Flughafen Bangkok-Don Mueang mit der Innenstadt von Bangkok.

## Namensgebung
Die Straße wurde nach Prinzessin Vibhavadi Rangsit (* 1920, † 1977) benannt, die eine berühmte thailändische Romanautorin war. Sie widmete die letzten Jahre ihres Lebens der Entwicklung der ländlichen Gebiete in Süd-Thailand. Sie wurde durch einen Anschlag kommunistischer Aufständischer ermordet, als sie versuchte, verletzten Grenzpolizisten beizustehen. Bevor Highway 31 in Thanon Vibhavadi Rangsit umbenannt wurde, war sie allgemein unter „Superhighway Road“ (ถนนซูเปอร์ไฮเวย์, Thanon Superhighway) bekannt.

## Straßenverlauf

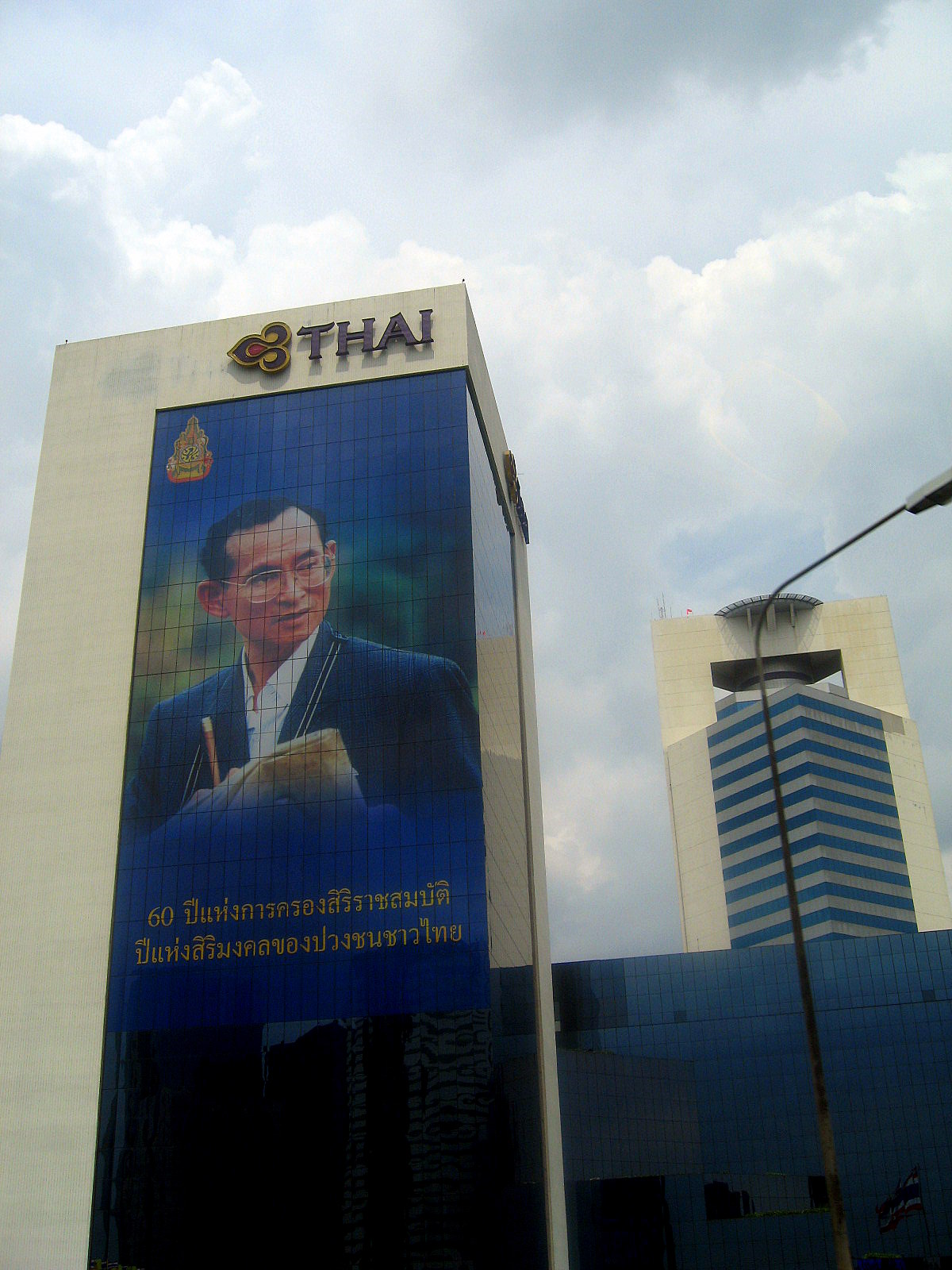
Hauptsitz der Thai Airways an der Thanon Vibhavadi Rangsit

Die Straße beginnt im Bezirk Phaya Thai in Bangkok und führt durch die Bezirke Chatuchak, Lak Si und Don Mueang, bevor sie im Tambon Khu Khot im Landkreis Lam Luk Ka der Provinz Pathum Thani in die Thanon Phahonyothin (Thailand Route 1) mündet.
Thanon Vibhavadi Rangsit ist ein so genannter Superhighway, der ohne jegliche Verkehrsampeln durch Bangkok führt. Er ist auch ein so genannter Divided Highway, bei dem die beiden Richtungsfahrbahnen durch einen breiten Grünstreifen getrennt sind. In Bangkok befindet sich an vielen Stellen parallel auf jeder Seite eine so genannte Nebenfahrbahn (engl.: Frontage Road).
Größere Straßen, die die Thanon Vibhavadi Rangsit kreuzen, sind die Thanon Din Daeng („Din-Daeng-Straße“), Thanon Sutthisan („Sutthisan-Straße“), Thanon Lat Phrao („Lat-Phrao-Straße“), Thanon Phahonyothin, Thanon Ngamwongwan („Ngamwongwan-Straße“, Route 302) und die Thanon Chaeng Watthana („Chaeng-Watthana-Straße“, Route 304).
Der Abschnitt zwischen der Thanon Chaeng Watthana und dem Flughafen Don Mueang ist auch Teil der früheren lokalen Straße Thanon Si Rap Suk, die vom Lak-Si-Denkmal zum Flughafen führte.
Thanon Vibhavadi Rangsit zwischen der Kreuzung Din Daeng und dem Khlong Bang Sue führt genau entlang der Grenze zwischen den beiden Bezirken Bangkoks Din Daeng und Phaya Thai.
Als Hochstraße verläuft oberhalb der Thanon Vibhavadi Rangsit eine mautpflichtige Stadtautobahn, der Don Mueang Tollway, oder Uttaraphimuk.
An der Thanon Vibhavadi Rangsit haben zwei der größten Unternehmen Thailands, der Mineralölkonzern PTT und die Fluggesellschaft Thai Airways International, ihren Hauptsitz.